# أليسا ميزوكي
أليسا ميزوكي (باليابانية: 観月ありさ؛ بالكانا: みづき ありさ) هي مغنية وعارضة وممثلة يابانية، ولدت في 5 ديسمبر 1976 في نيريما في اليابان.

## وصلات خارجية
- الموقع الرسمي
- أليسا ميزوكي على موقع IMDb (الإنجليزية)
- أليسا ميزوكي على موقع ميوزك برينز (الإنجليزية)
- أليسا ميزوكي على موقع أول موفي (الإنجليزية)
- أليسا ميزوكي على موقع ديسكوغز (الإنجليزية)
- أليسا ميزوكي على موقع قاعدة بيانات الفيلم (الإنجليزية)